# Felip VI de França

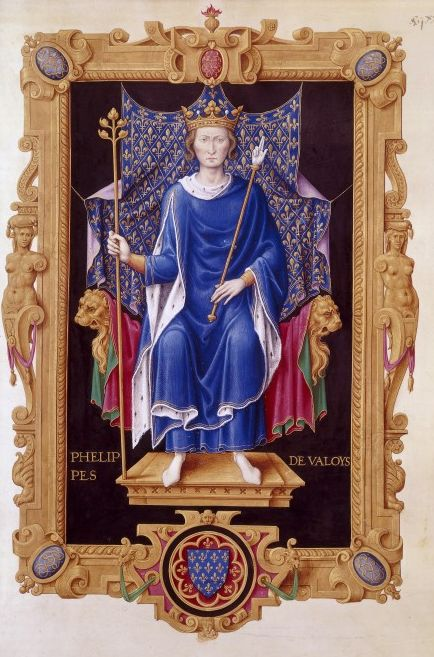
Felip VI de França

Felip VI de França, Felip de Valois, dit l'Afortunat (castell de Fontainebleau, 1293 - Nogent le Rotrou, 22 d'agost de 1350), comte de Valois, Anjou i Maine (1325 - 1328); regent de França (1328) i rei de França (1328 - 1350), el primer de la Dinastia Valois.

## Família
Fill de Carles I de Valois i la seva primera esposa Margarida d'Anjou. Era net per línia paterna del rei Felip III de França i Elisabet d'Aragó i, per tant, nebot de Felip IV de França, i net per línia materna del rei Carles II de Nàpols i Maria d'Hongria. El juliol de l'any 1313 es va casar amb Joana de Borgonya, filla del duc Robert II de Borgonya i la princesa Agnès de França. D'aquesta unió nasqueren:
- la princesa Felipa de França (1315)
- el príncep Joan II de França (1319-1364), rei de França
- la princesa Maria de França (1326-1333)
- el príncep Lluís de França (1328)
- el príncep Lluís de França (1330)
- el príncep Joan de França (1333)
- el príncep Felip III de Valois (1336-1375), duc de Valois i duc d'Orleans, casat el 1344 amb Blanca de França
- la princesa Joana de França (1337)

El 29 de gener de 1349 es casà, en segones núpcies, a Brie amb Blanca d'Evreux, filla dels reis Felip III d'Evreux i Joana II de Navarra. D'aquesta unió nasqué una filla pòstuma:
- la princesa Joana de França (1351-1371), que fou promesa amb Joan, duc de Girona, més tard Joan I d'Aragó, però morí quan anava a trobar-se amb el seu promès.[1]

## Ascens al tron
El rei Carles IV de França morí l'1 de febrer de 1328 al castell de Vincennes sense deixar cap hereu masculí. La seva tercera esposa, Joana d'Evreux, estava però embarassada i la possibilitat que aquest fos un mascle comportà la instauració de la regència de Felip de Valois, cosí del seu pare, durant els mesos d'embaràs restants. Al naixement de la criatura, novament una filla, comportà que Felip de Valois es convertís en el nou rei de França per vigència de la Llei Sàlica. No fou així al Regne de Navarra, on la Llei Sàlica no hi era present i que permeté la instauració de la reina Joana II de Navarra, filla de Lluís X de França.
Felip VI fou coronat a la catedral de Reims el 29 de maig de 1328, tot i que tingué l'oposició del rei Eduard III d'Anglaterra, net de Felip IV de França per línia materna, que també pretenia el tron francès i que fou una de les causes de l'inici de la Guerra dels Cent Anys. L'hàbil rei anglès va afirmar que per la Fragilitas Sexus, les dones estaven, en efecte, excloses del tron, però que podien transmetre els seus drets successoris als seus fills. No obstant això, Eduard acceptà el fet consumat i presta homenatge al nou rei el 6 de juny de 1329 pel seu ducat de Guiena en una cerimònia a Amiens, per a assegurar amb això la pau amb França i la no-intervenció d'aquest país en els assumptes d'Escòcia, però fracassa en això, puix que França decidí seguir donant suport a la seva aliada escocesa.

## La Guerra dels Cent Anys
Aquest conflicte armat va començar malament per França, ja que els anglesos destrossaren la flota francesa a la costa de Zelanda, a la batalla naval de Sluys, el 1340, i a la fi de novembre de 1342, una força anglesa, encapçalada pel mateix Eduard III d'Anglaterra i comandada per William de Bohun va desembarcar a Brest i va començar a avançar cap a Vannes, posant-la a setge. La presència d'un nombrós i expert exèrcit anglès a Bretanya posava en risc el ducat de Blois, i la corona de França, i Felip VI va reunir d'urgència a un poderós exèrcit, amb el qual va marxar contra Eduard. La nova paritat de forces estimular a tots dos reis a establir la treva de Malestroit el 19 de gener de 1343, deixant la disputada ciutat de Vannes sota custòdia del papat, llavors a Avinyó, i Eduard va tornar a Anglaterra el 23 de gener, destinada a durar fins al 29 de setembre de 1346.
El 1346 l'exèrcit francès fou derrotat en la batalla de Crécy, per la qual cosa l'any següent els anglesos conqueriren Calais. Després d'aquestes derrotes, Felip VI va firmar una treva amb Eduard III que va durar fins al 1350, any de la mort del rei Felip. Va devaluar la moneda i es va endeutar, establint nombrosos impostos per intentar arreglar la situació financera, com la gabella sobre la sal, per intentar fer front als elevats costos de la guerra.
Després d'haver perdut Calais, els Estat Generals van refusar donar més diners a Felip VI per iniciar la conquesta d'Anglaterra. El 1348 França fou devastada per la pesta negra, que en els següents anys matà un terç de la població incloent la mateixa reina Joana.
Felip VI morí a Nogent le Rotrou, sent enterrat posteriorment a la Catedral de Saint-Denis.